# Willi Herold
Willi Herold (ur. 11 września 1925 w Lunzenau, zm. 14 listopada 1946 w Wolfenbüttel) – niemiecki zbrodniarz wojenny, znany również jako Kat z Emsland.
Pod koniec II wojny światowej Herold opuścił armię niemiecką i udawał kapitana Luftwaffe, po czym zorganizował masową egzekucję 172 dezerterów i więźniów politycznych przetrzymywanych w niemieckim obozie karnym. Herold został później aresztowany przez siły brytyjskie, 29 sierpnia 1946 r. został uznany za winnego przez brytyjski sąd wojskowy w Oldenburgu, skazany na śmierć i stracony za zbrodnie wojenne 14 listopada 1946 roku w więzieniu Wolfenbüttel.

## Młodość
Został wygnany z Hitlerjugend, ponieważ – jak twierdził po aresztowaniu – pomijał organizowane tam wydarzenia i założył własny indiański gang. Później zaczął praktykę jako kominiarz. Wkrótce po swoich 18. urodzinach jesienią 1943 r. Herold został powołany do wojska i przeszedł podstawowe szkolenie jako spadochroniarz. Nieco później walczył we Włoszech, między innymi w bitwie pod Monte Cassino.
Po klęsce Niemiec we Włoszech, jego generałowie umieścili go w specjalnej jednostce na froncie zachodnim, która miała za zadanie powstrzymywać napór aliantów na północ Niemiec. Walcząc w pierwszych dniach marca 1945 r., Herold porzucił oddział pod Gronau, tuż przy granicy niemiecko-holenderskiej.

## Tożsamość
Samotnie przeszedł pieszo na północ w kierunku Bentheim. W rowie znalazł wgnieciony samochód wojskowy, w nim kilka pudeł, w których znalazł prawie nowy mundur kapitana Luftwaffe – w tym Krzyż Żelazny I klasy; miał wtedy 19 lat.
Następnie trafił na dezertera, który twierdził, że zgubił jednostkę. Nakłonił go, by mu usługiwał, znalazł także inne wędrowne oddziały, którymi zaczął dowodzić. W Meppen miał już pod swoją kontrolą 30 przejętych żołnierzy.
Herold znalazł własny samochód i wyznaczył jednego ze swoich ludzi na swojego szofera. Podczas kontroli żandarmerii wojskowej odmówił pokazania swoich dokumentów. Obraził też oficera żandarmerii wojskowej. Ten pod wrażeniem tak dużej odwagi zaprosił Herolda na sznapsa.

## Obóz w Emsland

### Geneza
Kiedy wojska alianckie zbliżały się coraz bardziej w marcu 1945 r., administracja centralna postanowiła ewakuować część więźniów z obozów w Emsland. Plan ten zawiódł ze względu na fizyczną słabość więźniów, którzy nie wyruszyli w marsz i zostali w ten sposób skierowani z powrotem do obozu Aschendorfermoor. W drodze powrotnej około 150 więźniom udało się uciec w gęstej mgle.
Zaniepokojony napływającymi skargami na kradzieże i grabieże ludności cywilnej, w tym gwałty, Richard Thiel, przedstawiciel Ministerstwa Sprawiedliwości Rzeszy dla obozów jenieckich w Emsland, postanowił podjąć środki, gdyby udało się znaleźć uciekinierów: „ludność cywilna musiała być absolutnie chroniona, a ich morale musiało być utrzymane, co można było osiągnąć jedynie poprzez surową i sprawiedliwą karę” – stwierdził później. Przypomniał sobie „Trybunał”, instytucję założoną przez Hitlera, która miała być wykorzystywana w „czasach stanu wyjątkowego”.
Jednak musiał się on składać z funkcjonariusza Wehrmachtu lub policji, sędziego karnego i prokuratora – warunek, którego Thiel nie mógł wypełnić. Odpowiedzialny prokurator generalny w Oldenburgu kilkakrotnie oddalił jego wniosek o utworzenie sądu wojennego, uzasadniając to zbyt długim postępowaniem. Thiel, który chciał podjąć szybkie i wzorowe działania, podjął zamiar zainicjowania innych działań za pośrednictwem gestapo.
Karl Schütte, kierownik jednostki ochronnej obozu II w Aschendorfermoor i członek NSDAP przedstawił Thiela dwóm mężczyznom – rzekomemu kapitanowi Willi Heroldowi i szeregowemu Reinhardowi Freitagowi. Zapewnił Gestapo w Emden o „legalności” tej akcji. Następnie przekazał kierownikowi obozu Hansenowi informację, że kapitan Herold będzie podejmował działania zamiast trybunału.

### Przejęcie władzy przez Herolda
W Papenburgu Willi Herold po raz pierwszy słyszał o zbiegłych więźniach. Po dotarciu na miejsce zdecydował wraz z burmistrzem i liderem lokalnej grupy NSDAP o zbiorowej egzekucji więźniów. Twierdził, że ma bezpośrednie rozkazy Hitlera i nieograniczone pełnomocnictwo do egzekucji zbiegłych uprzednio skazanych. Pytania na temat legalności sądu procesowego były zbywane przez Herolda stwierdzeniem: „Mam zadanie, ale nie mam czasu na niekończące się rozmowy i drobiazgowe gadanie o twoich głupich przepisach”.
Jeszcze przed konsultacją z Richardem Thielem, zlikwidował kilku więźniów strzałem w głowę lub szyję (dwie osoby) lub w brzuch (jedna osoba), oraz za drutem kolczastym obozu, naprzeciwko baraku 7, nakazał ośmiu więźniom wykopanie dziury długiej na 7 metrów, szerokiej na 2 i głębokiej na 1,80 metra; zajęło im to ponad cztery godziny.
12 kwietnia o 18:00 wysłał tam 30 skazańców, którzy uformowali dwa rzędy. Otworzono do nich ogień 2-centymetrowym działkiem przeciwlotniczym (w asyście było wielu ludzi z personelu obozu i strażników Volkssturmu pod kierownictwem Schütte’a i strażnika Bernharda Meyera). Ponieważ działko było niedokładne i szybko się zablokowało, w dodatku na początku strzelano w nogi, kapitan nakazał kontynuować ostrzał z broni ręcznej. Po sytuacji dla pewności wrzucono granaty ręczne. Proces ten powtórzono dwukrotnie z użyciem karabinu maszynowego, aż 98 więźniów zostało zabitych. Następnie polecono kopaczom zasypanie ziemi, lecz po ich odmowie strażnicy sami ją zepchnęli i wysypali chlorek wapna na ciała.
Następnego dnia Herold nakazał zabicie 8 znalezionych tego dnia uciekinierów. Później wysłał wojska Volkssturm w poszukiwaniu kolejnych, bez aresztowania likwidowano znalezionych, a baraki więzienne były przeszukiwane w poszukiwaniu cudzoziemców oraz tzw. Wehrkraftzersetzern. W tych dniach zabite zostały 74 osoby. Ani Gauleiter, ani przywódca okręgu NSDAP nie położyli kresu działalności, chociaż zostali poinformowani o likwidacjach; nikt też nie chciał zobaczyć pisemnego pełnomocnictwa Herolda. Akcje te przerwał dopiero nalot aliancki 19 kwietnia 1945 r., który i tak zabił wielu więźniów.

## Procesy
Herold ruszył wtedy dalej ze swoim oddziałem i awansował pozostałych więźniów do rangi żołnierzy. W Aschendorfie powiesił rolnika Sparka, który zawiesił na swojej roli białą flagę. Następnie osiadł w Gasthof Schützengarten w Leer, zabił tam 25 kwietnia 1945 roku pięciu holenderskich więźniów, którzy mieli być rzekomymi szpiegami. Zbliżający się front położył kres jego działaniom.
Przeniósł się do Aurich, gdzie 28 kwietnia został przejęty przez dowódcę Otto Hübnera i przesłuchany. Herold zgłosił tam m.in. masowe strzelaniny w obozie i inne morderstwa. Za namową SS-Untersturmführera Urbanka, który był pod wrażeniem zadziornego zachowania Herolda, został ponownie zwolniony. Miał uczestniczyć w Operacji Wilkołak, ale uciekł przy pierwszej okazji i zniknął.
W Wilhelmshaven został aresztowany przez brytyjskich żołnierzy 23 maja 1945 r. za kradzież bochenka chleba. 16 sierpnia 1946 r. w Oldenburgu rozpoczął się jego proces o zbrodnie wojenne. Willi Herold został skazany na śmierć. 14 listopada 1946 roku został ścięty gilotyną razem z sześcioma członkami swojego „oddziału”.
Obrońca Herolda zwrócił uwagę w końcowym apelu, że Herold nigdy nie popełniłby swoich czynów bez pomocy urzędników partyjnych i urzędników państwowych. Herold znalazł licznych pomocników na posterunkach policji, wśród cywilów, którzy nie wyrażali sprzeciwu wobec strzelanin ani zbrodni.

Wszyscy świadkowie byli pod wrażeniem: wyglądał dobrze i nie zrobił na wpół kryminalnego wrażenia

## Kultura popularna
- Na podstawie historii Williego Herolda powstał film Kapitan z 2017 roku w reżyserii Roberta Schwentkego[7].